# Federazione italiana fuoristrada
La Federazione Italiana Fuoristrada, nota anche con l'acronimo FIF, è la principale istituzione che si occupa delle discipline sportive relative alla guida in fuoristrada con veicoli 4x4.
La sua attuale sede nazionale si trova a Modena.

## Storia
Nel corso dei primi anni '60, molti appassionati di motori scoprirono che il veicolo fuoristrada non era solo un mezzo costruito per la guerra o per il lavoro, ma anche il mezzo ideale per evadere dalle città lungo percorsi inaccessibili alle vetture tradizionali. L'interesse per questo mondo fatto di uomini e di macchine, che nei giorni di festa si arrampicavano lungo mulattiere scoscese, guadavano corsi d'acqua, attraversavano boschi e vallate, risvegliò in molti la voglia di avventura e il piacere di misurarsi con una tecnica di guida nuova ed inusuale.
Rapidamente, ciò si trasformò in una nuova passione.
Gruppi di amici in tutto il territorio nazionale, dopo serate passate a parlare di questo o quel passaggio durante l'ultima uscita in fuoristrada, oppure a modificare le auto al fine di migliorarne le prestazioni, decisero di costituire vari club che rappresentassero ufficialmente il proprio sodalizio. Scelsero perciò, ognuno il proprio nome e logo, spesso dopo infinite discussioni.
Il periodo delle allegre scampagnate era destinato a durare nel tempo, ma fu anche naturale che, durante le gite fuoriporta, qualcuno si dimostrasse più bravo degli altri ad arrampicarsi con il proprio fuoristrada lungo una salita od a superare una buca od un dosso. In quelle occasioni ci fu sempre qualcuno che prese nota di ciò che accadde, segnando meticolosamente su quell'invisibile taccuino che è la memoria, ogni difficoltà o caratteristica dei vari mezzi.
Allo stesso tempo si cominciò ad attribuire ad ogni partecipante un simbolico punteggio, in base ai propri risultati: in questo modo si iniziò anche a tracciare la strada che avrebbe, un giorno, portato alle competizioni in 4x4.
Con il diffondersi dell'attività fuoristradistica, però si cominciarono a delineare i primi problemi organizzativi e gestionali, con gare concomitanti, totale mancanza di informazioni su raduni e manifestazioni varie e soprattutto si iniziò a sentire la mancanza di una regolamentazione unitaria.
Fu così che il giorno 6 gennaio 1972, durante il "1° Minirally d'inverno" di Maggiora (NO), si concretizzò con un brindisi l'intenzione di fondare la Federazione italiana fuoristrada.
Dopo varie vicende e tentativi di alleanze con alcune scuderie di autocross, si arrivò al 24 novembre 1973 quando fu ufficialmente fondata la Federazione italiana fuoristrada.
Ecco gli undici sodalizi presenti, secondo gli atti notarili ufficiali:
Club Nazionale Fuoristrada di Bologna; Sport Club Maggiora; Ossola Fuoristrada Club di Ornavasso; Gaz Club di Peschiera Borromeo;
Club 3c di Biella; Genova Fuoristrada Club; Panzer Club di Prato; Club Romano Fuoristrada; Balestra Club Fuoristrada di Bergamo; Mago Fuoristrada Club di Ovada; Brescia Fuoristrada Club.
Iniziò così un lungo cammino, che dura tutt'oggi, per la tutela, la promozione e lo sviluppo a livello nazionale della pratica fuoristradistica.

## Attività
Attualmente la Federazione riunisce e coordina oltre 230 Associazioni operanti in ogni specialità del fuoristrada, dal semplice raduno amatoriale alle più prestigiose attività agonistiche in 4x4, con oltre diecimila iscritti.
Unico ente di rilevanza nazionale riconosciuto da ACI/ACI SPORT per il settore fuoristrada 4x4, ha legato il suo nome a molti eventi storici di questa attività, tra i più conosciuti al grande pubblico:
- Camel Trophy, uno staff di esperti ne ha curato le selezioni nazionali negli anni '80 e '90
- DEFENDER CUP, la manifestazione off-road da cui ha preso il nome l'attuale modello Land Rover
- MASTER 4X4, finale nazionale del Master per Club, organizzata dal 1997 al 2012
- CAMPIONATO ITALIANO TRIAL 4X4
- CAP TROPHY, Campionato italiano di orientamento
- CIVF, Campionato Italiano Velocità Fuoristrada
- CHALLENGE e TH, prestigiosi campionati italiani di Regolarità 4x4
- EUROTRIAL, il prestigioso campionato europeo di Trial 4x4. Dopo l'edizione 2003, è tornato in Italia nell'agosto 2013 e nell'agosto 2023.

La grande passione, la preparazione tecnica e la professionalità degli Istruttori FIF hanno permesso, negli anni, importanti collaborazioni con le case costruttrici per eventi, iniziative di fidelizzazione e marketing, collaudi pre-vendita dei veicoli. Toyota, Land Rover, Opel, Mitsubishi, Iveco, Nissan, Renault, Volkswagen, Tata, Kia, FIAT, Daihatsu, Bremach i principali marchi che si sono rivolti con fiducia e soddisfazione agli esperti della FIF, come gli organizzatori della Fiera Internazionale Fuoristrada di Viareggio e Massarosa, diventata negli ultimi anni la manifestazione fieristica di riferimento per il settore 4x4 in Italia.
Anche al di fuori delle esigenze commerciali, tradizionali rapporti di collaborazione con le istituzioni (Polizia di Stato, Protezione civile, Esercito, Aeronautica Militare, Carabinieri forestali, Guardia di finanza) ma anche con utilizzatori professionali di mezzi 4x4 come Enel e Ferrovie dello Stato, hanno confermato la competenza e la professionalità della Federazione Italiana Fuoristrada, preziosa per ogni esigenza legata all'addestramento di driver 4x4.
L'attività istituzionale FIF, rivolta a oltre 10.000 iscritti, continua a evolversi di anno in anno offrendo su tutto il territorio, tramite 17 Delegazioni regionali e oltre 230 Associazioni federate dislocate su tutto il territorio nazionale, molteplici occasioni di divertimento, pratica e promozione dell'off-road in sicurezza e nel rispetto dell'ambiente:
- RADUNI NAZIONALI, circuito di eventi non competitivi con oltre 200 manifestazioni all'anno
- TROFEI REGIONALI, per l'avvicinamento alle discipline agonistiche 4x4
- CIVF, Campionato Italiano Velocità Fuoristrada
- TRIAL 4X4, Campionato italiano per gli acrobati delle quattro ruote motrici
- TRCI, Trofeo di Regolarità del Centro Italia
- CAP TROPHY, Trofeo di orientamento in fuoristrada
- EXTREME 4X4, Campionato di fuoristrada estremo
- Circuito dei Master per Club.

## Verso una Federazione europea
La FIF ha guardato anche al di là dei confini nazionali: negli ultimi anni, infatti, si sono gettate la basi per la costituzione di una Federazione europea del fuoristrada, fondata ufficialmente il 2 giugno 2007 a Modena insieme ai rappresentanti delle federazioni nazionali del Portogallo (Federecao Portuguesa de Todo Terreno Turistico  Trial4X4 ww.ftpp.pt,) e della Spagna Associasion de Usario Todo Terreno  https://www.autt.org/, e francese Federation Francaise de 4x4  http://www.ff4x4.fr/ff4x4/ Archiviato il 25 novembre 2018 in Internet Archive. per il riconoscimento ufficiale e la tutela a livello europeo delle discipline dell'off-road.